# Cacostola
Cacostola – rodzaj chrząszczy z rodziny kózkowatych i podrodziny zgrzypikowych.

## Zasięg występowania
Przedstawiciele tego rodzaju występują w Ameryce Północnej i Południowej od południowego USA po Argentynę.

## Systematyka
Do Cacostola należy 41 gatunków:

- Cacostola acuticauda
- Cacostola apyraiuba
- Cacostola bimaculata
- Cacostola brasiliensis
- Cacostola cana
- Cacostola carinata
- Cacostola clorinda
- Cacostola colombiana
- Cacostola exilis
- Cacostola flexicornis
- Cacostola fusca
- Cacostola fuscata
- Cacostola galenae
- Cacostola gracilis
- Cacostola grisea
- Cacostola howdenae
- Cacostola janzeni
- Cacostola leonensis
- Cacostola lineata
- Cacostola mexicana
- Cacostola nearnsi
- Cacostola nelsoni
- Cacostola nordestina
- Cacostola obliquata
- Cacostola opitzi
- Cacostola ornata
- Cacostola parafusca
- Cacostola plotkini
- Cacostola rothschildi
- Cacostola rugicollis
- Cacostola salicicola
- Cacostola simplex
- Cacostola sirena
- Cacostola strandi
- Cacostola sulcipennis
- Cacostola thomasorum
- Cacostola vagelineata
- Cacostola vanini
- Cacostola variegata
- Cacostola volvula
- Cacostola zanoa